# Ocyptamus jactator
Ocyptamus jactator är en tvåvingeart som först beskrevs av Friedrich Hermann Loew 1861.  Ocyptamus jactator ingår i släktet Ocyptamus och familjen blomflugor. Inga underarter finns listade i Catalogue of Life.